# Bakelandt (stripreeks)
Bakelandt is een Vlaamse stripreeks van striptekenaar Hec Leemans. De albums worden uitgegeven door Standaard Uitgeverij.

## Geschiedenis
De stripreeks is genoemd naar de authentieke historische Vlaamse roversbendeleider Ludovicus Baekelandt, al is diens naam wel anders geschreven. De reeks vertelt de avonturen die Bakelandt beleeft samen met zijn vriendin Rooie Zita en hun vrienden Pé Bruneel en Pier den Bult. De auteur heeft de stripfiguur Bakelandt laten uitgroeien tot een soort Robin Hood op Vlaamse bodem.
In de jaren 70 zou er een nieuwe Vlaamse krant komen. Hiervoor vroeg men aan Daniël Jansens en Hec Leemans om daar een nieuwe strip voor te creëren. Die nieuwe krant ging echter niet door, waarna ze met hun uitgewerkte voorstellen naar de krant Het Laatste Nieuws gingen. De redactie had de keuze tussen een strip over de Mexicaan Joaquín Murrieta en Ludovicus Baekelandt, waarna zij voor de tweede optie kozen. De eerste publicatie verscheen op 20 oktober 1975 in de kranten Het Laatste Nieuws en De Nieuwe Gazet. Scenarist Jansens overleed in 1980, waarna Hec Leemans zowel voor de tekeningen als voor het verhaal en de teksten zorgde. De strip werd initieel uitgegeven door Uitgeverij J. Hoste en pas later door Standaard Uitgeverij. De eerste 29 albums verschenen in zwart wit. Herdrukken en latere albums waren wel in kleur. In 2006 is de reeks op pauze gezet omdat auteur Hec Leemans besloot meer tijd te investeren in andere reeksen waaronder F.C. De Kampioenen.

## Personages
Lodewijk Bakelandtzowat de Vlaamse Robin Hood, die strijd levert tegen de Fransen ten tijde van de bezetting door Napoleon. Hij woont en leeft met zijn vrienden op een plek die geheim is, ergens in het Vrijbos, een enorm bos dat van het zuiden van Brugge tot aan de Franse grens komt. Hij heeft het dan ook meestal aan de stok met Franse soldaten...
Rooie Zitade mooie vriendin van Bakelandt. Maar is ze nu wel degelijk zijn liefje...? Zita is dapper, intelligent en heeft een groot hart, ze houdt van iedereen, en iedereen houdt van haar. Maar ze kan ook behoorlijk koppig uit de hoek komen.
Pier den Bultde gebochelde spion van de bende. Hij weet steeds overal geheime informatie los te peuteren en verkoopt smokkelwaar op de zwarte markt.
Pé Bruneelde vriend en luitenant van kapitein Bakelandt. Pé Bruneel is een sterke man, soms wel wat naïef, en verliefd op Rooie Zita.
Raoul De Crevecoeuris vanuit Roeselare de bevelhebber over de troepen in de streek. Hij is Bakelandts gezworen vijand. Hij maakt sinds jaren jacht op de struikrover, deze vruchteloze jacht is echter uitgegroeid tot een persoonlijke vete...
Charles Schulmeisterde topspion van Napoleon Bonaparte. Hij is sinds jaren een vriend van Bakelandt. Bakelandt en zijn vrienden voeren soms gevaarlijke en delicate opdrachten voor hem uit.
Verder zijn er nog enkele minder bekende personages:
Toontje Meyeris vaak een grote hulp voor Bakelandt in hachelijke situaties.
Abdel Nasser Charmutade rechterhand van De Crevecoeur, gebruikt vaak de uitroep 'Giaur'. Bakelandt heeft hem reeds het leven gered, iets waarvoor Charmuta hem met het zijne beloonde in album 17.
Jacobus De Vosschout van Roeselare. Heeft als bijnaam 'het vat'.
Sergeant Cudellwaar De Crèvecoeur opduikt vinden we meestal ook Cudell, en omgekeerd. De sergeant moet de woede-uitvallen van de commandant meermaals incasseren en knapt vaak de vervelende klusjes op die zijn overste hem opdraagt.

## Albums

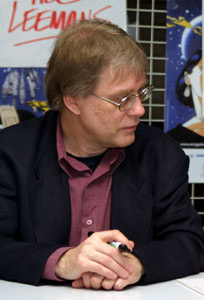
Hec Leemans, tekenaar van Bakelandt

1. De bloedwet
2. Het goud van de consul
3. De gevangene van Wijndale
4. De ijzeren hertog
5. De meester der broeders
6. Het beest van Gits
7. Het verraad van de repensnijder
8. De hel van de Moeren
9. De schat der Teuten
10. Met geheime opdracht
11. Het beleg van Nieuwpoort
12. De huilende doder
13. De geest van de bokkenrijder
14. Op leven en dood
15. De steen der wijzen
16. De gouden harp
17. In het spoor van Brown Bess
18. De prins van Oranje
19. In de naam van de keizer
20. De verloren strijd
21. De zwarte griffioen
22. Het raadsel van Amsterdam
23. De jongens van Turnhout
24. De stad der verdoemden
25. De ring van Napoleon
26. Het geheim van het gulden vlies
27. In de greep van Satan
28. Zita en de sultan
29. Dossier De Crèvecoeur
30. De gezant
31. De lotelingen
32. De bende van Rooie Zita
33. De geheimagent van Napoleon
34. Het verraad van Ulm
35. Avontuur in Albion
36. De Schone en het Beest
37. De Zwarte Weduwe
38. De pacificateur
39. Zita op de planken
40. Drie vrienden, drie vijanden
41. De graanoorlog
42. De doder van Covent Garden
43. De heks van Croagh Patrick
44. Het rode spoor
45. Gigha Island
46. De duivelsmachine
47. Blanke slavinnen
48. Zwart ivoor
49. De Wolvenmeester
50. De zaak schulmeister
51. De man met de gouden handen
52. Spinning Jenny
53. Het komplot
54. De zonen van Ramses
55. De wraak van Amon Ra
56. Rendez vous in de hel
57. De gevangenen van de tower
58. Een vos met streken
59. De verloren huzaar
60. De gesel van de nacht
61. De wraak van de grote bende
62. Het zwarte goed
63. Mensenjacht
64. De erfenis van Casanova
65. De maskers van Venetië
66. De Bataafse valstrik
67. Het monster van Brugge
68. De laatste opstand
69. Een wapen voor Eire
70. Het arendsnest
71. De eer van Cousin Charles
72. Het raadsel van de dool
73. De hoedster van het geheim
74. De slaven van Albion
75. Bloedwraak
76. De vloek van Neptunes
77. De jacht op Milady
78. De Venetiaanse samenzwering
79. De zwarte hand
80. De deserteurs
81. Herr Otto
82. Operatie Jupiter
83. De nacht van de wolf
84. De verdwenen postiljon
85. De luipaardman
86. De wraak van de klauw
87. De roep van het kwaad
88. Bakelandt tegen Bakelandt
89. Als het mes valt in Brugge
90. De rode mantels
91. De nachtrijders
92. Het Weense complot
93. De berenjagers
94. De schat van Bakelandt
95. De bloedhonden van Londen
96. Het geheime plan

### Integralen
Vanaf 2020 worden de verhalen gebundeld in een reeks van integrale albums.
1. Integraal 1 (2020)
2. Integraal 2 (2020)
3. Integraal 3 (2020)
4. Integraal 4 (2020)
5. Integraal 5 (2021)
6. Integraal 6 (2021)
7. Integraal 7 (2021)
8. Integraal 8 (2021)
9. Integraal 9 (2022)
10. Integraal 10 (2022)

## Invloed op andere reeksen
- In album 10 "De ontsnapping van Sinterklaas" van de F.C De Kampioenen-stripreeks leest Archie op pagina 2 een album van Bakelandt.
- In Kiekeboe-album 26 "Album 26" heeft Fanny haar nieuwe vriend door een andere tekenaar laten ontwerpen (Hec Leemans). Ze toont een foto van Lodewijk Bakelandt. In de herdruk van dit album is de foto vervangen door Tarzan.
- In En daarmee Basta! album 4 - "Mysterie in Immateria" leest men een boekje van Bakelandt.